# Arroyo del Coyote

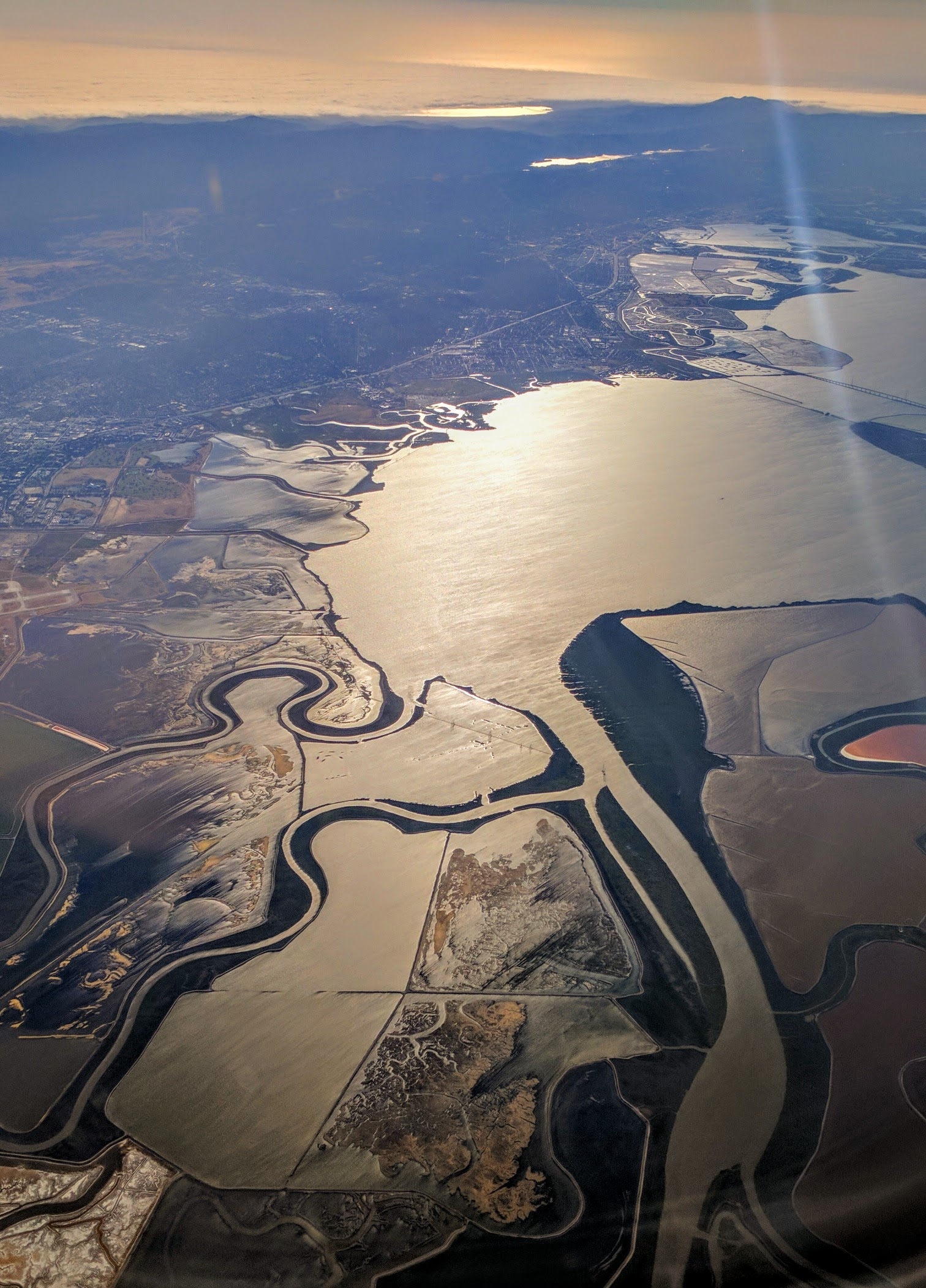
Coyote Creek, donde desemboca en el sur de la Bahía de San Francisco, con el río Guadalupe uniéndose a él y el Guadalupe Slough entrando justo al oeste (izquierda).

El Arroyo del Coyote es un río que discurre por el Valle de Santa Clara en el estado de California en los Estados Unidos de América.

## Historia
Denominado Arroyo del Coyote por el padre Pedro Font cuando la expedición de de Anza lo visitó el domingo 31 de marzo de 1776.

## Cuenca
Aunque se denomine arroyo, el Arroyo del Coyote es realmente un río que drena un área de 830 kilómetros cuadrados y recorre una longitud de 68 kilómetros desde la confluencia del tributario este y medio al sureste de la bahía de San Francisco. La principal cabecera del río es el Monte Sizer cerca del parque estatal de Henry W. Coe y las colinas circundantes en la Sierra del Diablo, al noreste de Morgan Hill, California. En las faldas del Sierra del Diablo, el arroyo es represado en dos presas, la presa del Coyote y posteriormente por la presa de Anderson. Nueve tributarios mayores están ubicados en la cuenca que drena a estas dos presas: Cañada de los Osos, Hunting Hollow, Cañón de Dexter y los Arroyo del Cañón de los Larios que drena a la presa del Coyote; cañón de Otis, Packwood, San Felipe, Las Ánimas y el arroyo del Valle de Shingle que drenan a la presa de Anderson. Coyote Reservoir Dam was built across the active 1000-ft wide trace of the Calaveras fault by the Santa Clara Valley Water District (SCVWD) between 1934–36, storing 10,000 acre-feet of water.